# Aforismi di Zürau
Gli Aforismi di Zürau (titolo orig. tedesco Die Zürauer Aphorismen) sono una raccolta di 109 aforismi di Franz Kafka, scritti fra settembre 1917 e aprile 1918, pubblicati postumi dal suo amico Max Brod nel 1931. Li vergò nel villaggio di Zürau (ora Siřem), nella Boemia Occidentale, dove soggiornava ospite della sorella Ottla, ammalato di tubercolosi. Fu Brod a coniare il titolo Considerazioni sul peccato, il dolore, la speranza e la vera via (in tedesco Betrachtungen über Sünde, Hoffnung, Leid und den wahren Weg), per l'edizione delle Gesammelte Werke. La prima edizione critica è apparsa in Nachgelassene Schriften und Fragmente II, a cura di Jost Schillemeit, per l'editore Fischer di Frankfurt a. M., nel 1992 (pp. 113-40).
Il testo consta di 105 foglietti, numerati dall'autore.

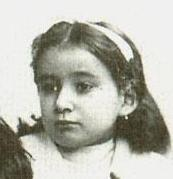
La sorella Ottilie detta "Ottla" Kafka

## Edizioni italiane
- Considerazioni sul peccato, il dolore, la speranza e la vera via, in: Confessioni e immagini, trad. di Italo Alighiero Chiusano, Prefazione di Elémire Zolla, Note di Max Brod, Collana Quaderni della Medusa n.190, Milano, Mondadori, 1960 - I Capolavori della Medusa, Mondadori, 1980; in Confessioni e diari, Introduzione di Roberto Fertonani, a cura di Ervino Pocar, Collana I Meridiani, Milano, Mondadori, 1972, pp.791-806; poi in Gli otto quaderni in ottavo: considerazioni sul peccato, il dolore, la speranza e la vera via, Collana Oscar Saggi n.125, Mondadori, 1988; Collana Oscar Scrittori del Novecento n.1378, Mondadori, 1998.
- Schizzi parabole aforismi, trad. di Andreina Lavagetto, Introduzione e note a cura di Giuliano Baioni, Milano, Mursia, 1983, ISBN 88-42-502-71-5. [versione parziale]
- in: Il silenzio delle sirene. Scritti e frammenti postumi 1917-24, [in manoscritto 4], Introduzione di Gustaw Herling, trad. e cura di Andreina Lavagetto, Collana UEF. I Classici n.2086, Milano, Feltrinelli, 1994, ISBN 88-07-820-86-2, pp.88-104.
- Considerazioni sul peccato, il dolore, la speranza e la vera via, Testo tedesco a fronte, trad. e cura di Sabrina Mori Carmignani, Collana Le occasioni, Bagno a Ripoli, Passigli, 2001, ISBN 978-88-368-0653-9.
- Aforismi di Zürau, trad., cura e saggio di Roberto Calasso, Collana Piccola Biblioteca n.511, Milano, Adelphi, 2004, ISBN 88-45-918-73-4.
- Aforismi e frammenti, trad. di Elena Franchetti, Introduzione di Ferruccio Masini, a cura di Giulio Schiavoni, Collana Classici Moderni, Milano, BUR, 2004, ISBN 88-17-002-16-X.
- La verità è indivisibile. Aforismi di Zürau con il commento di Reiner Stach, traduzione di Giovanna Ianeselli e Roberto Venuti, Collana Mokla, Rovereto, Keller, 2024, ISBN 979-12-595-2104-0.
- Aforismi di Zürau, Introduzione, trad. e note di Sabrina Mori Carmignani [versione riveduta rispetto a quella uscita per Passigli, 2001], Collana UEF. I Classici, Milano, Feltrinelli, 2024, ISBN 978-88-079-0474-5.
- Aforismi, Collana Canone europeo, Roma, Inschibboleth, 2024, ISBN 978-88-552-9509-3.